# باشگاه فوتبال روچستر یونایتد
باشگاه فوتبال روچستر یونایتد (به انگلیسی: Rochester United Football Club) یک باشگاه فوتبال در شهر استرود، کنت، کشور انگلستان است که در سال ۱۹۸۲ میلادی تأسیس شده‌است.